# Francisco Celaya
Francisco Celaya Bilbao (Basauri, 15 aprile 1920 – 13 giugno 1997) è stato un calciatore spagnolo, di ruolo difensore.

## Carriera

### Club
Dopo essere cresciuto nella cantera dell'Athletic Bilbao, fu mandato in prestito per una stagione al Bilbao Athletic, la squadra riserve.
Ritornò con la prima squadra con cui debuttò in Primera División spagnola nella stagione 1941-1942, nella partita Celta Vigo-Athletic Bilbao (3-0) del 5 ottobre 1941.
Con i Rojiblancos  trascorse dieci stagioni, in cui collezionò 163 presenze, vinse un campionato e quattro Coppe del Re, concludendovi la carriera nel 1951.

## Palmarès

### Club

#### Competizioni nazionali
- Coppa di Spagna: 4

Athletic Bilbao: 1943, 1944, 1944-1945, 1949-1950
- Campionato spagnolo: 1

Athletic Bilbao: 1942-1943